# Bundesautobahn 252
De Bundesautobahn 252 (kortweg BAB 252 of A252) is een autosnelweg in de Duitse deelstaat Hamburg die een verbinding vormt tussen het centrum van Harburg (B4 en B75) en de A1/E22. De autosnelweg bestaat uit 2x2 rijstroken en met een lengte van 1,5 km is deze de op een na kortste autosnelweg van Duitsland. In de toekomst zal de A252 aansluiten op de A7.